# Подчерковский сельсовет
Подчерковский сельсовет — упразднённая административно-территориальная единица, существовавшая на территории Московской губернии и Московской области до 1939 года.
Подчерковский сельсовет был образован в первые годы советской власти. По данным 1918 года он входил в состав Дмитровской волости Дмитровского уезда Московской губернии.
В 1923 году к Подчерковскому с/с был присоединён Татищевский с/с.
По данным 1926 года в состав сельсовета входили село Подчерково, деревня Татищево, фабрика Луговая и хутор Ягатино.
В 1929 году Подчерковский с/с был отнесён к Дмитровскому району Московского округа Московской области.
17 июля 1939 Подчерковский с/с был упразднён. При этом его территория (селения Подчерково и Татищево) была передана Пересветовскому с/с.